# Leptosiaphos luberoensis
Leptosiaphos luberoensis — вид сцинкоподібних ящірок родини сцинкових (Scincidae). Ендемік Демократичної Республіки Конго.

## Поширення і екологія
Leptosiaphos luberoensis відомі за голотипом, знайденим поблизу міста Бені, на захід від гір Рувензорі, на висоті 1100 м над рівнем моря.